# Sitzenberg-Reidling
Sitzenberg-Reidling – gmina w Austrii, w kraju związkowym Dolna Austria, w powiecie Tulln. Według Austriackiego Urzędu Statystycznego liczyła 2 010 mieszkańców (1 stycznia 2014).